# Acanthopsyche lactescens
Acanthopsyche lactescens är en fjärilsart som beskrevs av Charles Oberthür 1910. Acanthopsyche lactescens ingår i släktet Acanthopsyche och familjen säckspinnare. Inga underarter finns listade i Catalogue of Life.